# Emma Lazarus
Emma Lazarus (22. července 1849 – 19. listopadu 1887) byla americká básnířka, překladatelka a novinářka židovského původu. Jejím nejznámějším dílem je sonet The New Colossus z roku 1883, který je od roku 1912 vyryt na bronzové desce umístěné na podstavci Sochy Svobody. Krom vlastní tvorby překládala, zejména díla židovských básníků do angličtiny. Je známa jako jedna z nejvýznamnějších předchůdkyní sionismu, ve svých článcích prosazovala vytvoření židovského státu.

## Biografie
Narodila se v New Yorku jako čtvrté ze sedmi dětí Moše Lazaruse a Ester Natanové, portugalských sefardských Židů, jejichž rodiny žily v New Yorku již od dob kolonizace. Prostřednictvím matky byla příbuzná s Benjaminem N. Cardozou, soudcem amerického Nejvyššího soudu.
Již od svého mládí studovala americkou a britskou literaturu, stejně tak jako několik cizích jazyků, včetně němčiny, francouzštiny a italštiny. Její spisy zaujaly pozornost Ralpha Waldo Emersona, se kterým si dopisovala až do jeho smrti.

### Literární kariéra
Mimo psaní vlastních básní též upravovala řadu adaptací německých básní, včetně těch od Johanna Wolfganga Goetheho či Heinricha Heineho. Mimo to napsala román a dvě divadelní hry. Jejím nejznámějším dílem je sonet The New Colossus, který je vyryt na bronzové desce umístěné na podstavci Sochy Svobody. Její blízký přítel Rose Hawthorne Lathrop byl sonetem natolik inspirován, že založil řád Hawthornských dominikánských sester (Dominican Sisters of Hawthorne).
O svůj židovský původ se začala více zajímat po přečtení knihy Daniel Deronda od George Eliota a poté, co se doslechla o protižidovských pogromech v Rusku z počátku 80. let 19. století. To jí vedlo k publikování článků na toto téma a překladu děl židovských básníků. Když v zimě 1882 přijelo do New Yorku velké množství nuzných aškenázských Židů z ruského Pásma osídlení (Pale of Settlement), pomáhala jim s technickým vzděláním, aby se stali soběstačnými.
Do Evropy cestovala celkem dvakrát. Poprvé po smrti svého otce v květnu 1885 (zemřel v březnu téhož roku) a podruhé v září 1887. Po své druhé cestě se do New Yorku vrátila již vážně nemocná a zemřela o dva měsíce později, dne 19. listopadu 1887, a to pravděpodobně na Hodgkinský lymfom.
Je významnou předchůdkyní sionistického hnutí a obhajovala názor na vytvoření židovské domoviny třináct let před tím, než Theodor Herzl začal používat termín sionismus. Je pohřbena na hřbitově Beth-Olom Cemetery v Brooklynu.
Básně Emmy Lazarus jsou formálně dokonalé a jsou charakterizovány krásným, melodickým zněním. Básnířka využívá klasické formy veršování, ku příkladu sedmiveršovou královskou sloku (ababbcc) a sonet.